# Люцково
Люцково — деревня в Опочецком районе Псковской области России. Входит в состав Варыгинской волости.
Расположена в 10 км к западу от города Опочка и в 4 км к югу от волостного центра, деревни Варыгино.
Численность населения по оценке на конец 2000 года составляла 17 жителей, на 2012 год — 8 жителей.